# Entertainment One
Entertainment One Ltd, comunemente abbreviata in eOne (precedentemente nota come Records on Wheels Limited, ROW Entertainment ed E1 Entertainment), è una società multinazionale di intrattenimento canadese che attualmente funge da filiale di produzione e distribuzione di contenuti del produttore americano di giocattoli Hasbro. Nel 2023 viene annunciata la vendita della società a Lionsgate.
Con sede a Toronto, la società è principalmente coinvolta nell'acquisizione, distribuzione e produzione di film, musica e serie televisive. La società è stata quotata alla Borsa di Londra fino a quando non è stata acquisita da Hasbro il 30 dicembre 2019.

## Storia

### Origini
L'azienda nasce dalla fusione del distributore musicale Records on Wheels (fondato nel 1970) e dalla catena di vendita al dettaglio di musica CD Plus.
La catena era in procinto di acquisire altre società per rafforzare le sue operazioni all'ingrosso di musica e home video, portando all'acquisto di ROW nel 2001. Il suo vice presidente delle operazioni, Darren Throop, era entrato a far parte dell'azienda dopo che CD Plus aveva acquisito la catena di negozi musicali Urban Sound Exchange, con sede a Halifax. La società combinata divenne in seguito nota come ROW Entertainment, con Throop come presidente e CEO.
La società si è quotata alla Borsa di Toronto come fondo fiduciario, il che significa che le sue tasse erano pagate dai suoi azionisti, piuttosto che dalla società stessa.
Successivamente, ROW ha iniziato a diversificare le sue operazioni in proprietà dei contenuti.
Nel giugno 2005, ha acquisito il distributore di musica indipendente americano ed editore di home entertainment Koch Entertainment.
Nel 2007, la società ha accettato l'acquisizione di azioni pubbliche per un totale di 188 milioni di dollari da parte di Marwyn Investment Management per finanziare la sua espansione; la società è stata quotata sull'Alternative Investment Market di Londra come Entertainment One Ltd.

### Espansione
Nel 2007, Entertainment One ha acquisito i distributori cinematografici Seville Pictures e Contender Entertainment Group. Lo stesso anno, la società ha ottenuto il suo primo accordo di produzione cinematografica con Summit Entertainment, gestendone la distribuzione in Canada e nel Regno Unito, e ha acquisito il distributore cinematografico britannico Contender Entertainment.
Nel 2008, eOne ha acquisito gli studi televisivi Blueprint Entertainment e Barna-Alper e il distributore televisivo internazionale Oasis International.
Sempre nel 2008 la società si è quotata nella Borsa di Londra.
Nell'aprile 2011, eOne ha acquisito la società di distribuzione australiana Hopscotch per 12,9 milioni di sterline. Il 9 gennaio 2013 acquisisce Alliance Films dando a eOne i diritti di distribuzione canadese per i titoli di Sony Pictures Entertainment, The Weinstein Company, Lionsgate Films e Focus Features.
Il 2 giugno 2014 eOne ha acquisito Phase 4 Films; il suo CEO Berry Meyerowitz è stato nominato responsabile dell'attività di distribuzione cinematografica statunitense di eOne e dell'attività di intrattenimento per famiglie in Nord America. Il 17 luglio, la società ha acquisito Paperny Entertainment. Il 28 agosto 2014, eOne ha acquisito Force Four Entertainment.
Il 5 gennaio 2015, eOne ha acquisito una partecipazione del 51% dello studio omonimo di Mark Gordon, con l'opzione di acquisto del resto successivamente. Il 9 settembre 2015, eOne ha deciso di riutilizzare il marchio Momentum Pictures (precedentemente utilizzato dalla controllata Alliance UK) e ha annunciato di aver stipulato un contratto con Orion Pictures per acquisire insieme film negli Stati Uniti, e per rilasci internazionali mirati.
Il 30 settembre 2015, eOne ha acquisito una partecipazione del 70% nello studio di animazione britannico Astley Baker Davies, i produttori della serie animata per bambini Peppa Pig.
Il 16 dicembre 2015, eOne, Steven Spielberg, Reliance Entertainment e Participant Media creano una joint venture che dà vita alla società di produzione Amblin Partners.
Il 7 gennaio 2016 eOne ha effettuato un investimento strategico in Sierra Pictures e il 20 dello stesso mese la società ha acquisito Dualtone Music Group. L'8 marzo 2016, eOne ha acquisito la società di registrazione, pubblicazione e gestione degli artisti Last Gang, e ha annunciato che il suo fondatore Chris Taylor sarebbe entrato a far parte della società come presidente della divisione musicale.
Il 10 agosto 2016, eOne ha rifiutato un'offerta di acquisizione da parte dell'emittente televisiva britannica ITV per 1 miliardo di sterline.
Il 17 agosto 2016, eOne ha annunciato che avrebbe acquisito Secret Location. Sempre nel 2016, eOne ha annunciato l'acquisizione delle società di gestione musicale Hardlivings e Nerve.
Il 29 gennaio 2018, eOne ha acquisito il restante 49% in The Mark Gordon Co., e Gordon è stato nominato nuovo presidente e CEO di eOne per la diviy film, televisione e digitale.
Nell'aprile 2018, eOne ha acquisito la società di produzione britannica Whiz Kid Entertainment. Nello stesso anno, eOne si unì a un round di investimenti nella nuova società di Jeffrey Katzenberg "NewTV" (in seguito ribattezzata Quibi).
Nel 2019 eOne ha raggiunto un accordo con la Universal Pictures Home Entertainment per gestire la distribuzione domestica dei suoi film e serie televisive in Australia, Canada, Germania, Spagna, Nuova Zelanda, Stati Uniti e Regno Unito.

### Periodo Hasbro (2019-2023)
Il 22 agosto 2019, la società statunitense produttrice di giocattoli Hasbro ha acquisito Entertainment One per 4 miliardi di dollari. L'accordo è stato approvato dalla Corte Superiore di Giustizia dell'Ontario.
Il 21 novembre 2019, la Competition and Markets Authority (CMA) del Regno Unito ha annunciato che avrebbe indagato sull'acquisto ai sensi della legge sulla concorrenza britannica, per determinare se avrebbe comportato una diminuzione della concorrenza. La vendita è stata completata il 30 dicembre 2019. Throop rimane CEO di eOne, rispondendo direttamente al CEO di Hasbro Brian Goldner. La CMA britannica ha autorizzato l'acquisizione il mese successivo. Nell'aprile 2020, eOne mette in fase di sviluppo il suo primo film relativo a Hasbro, un film d'animazione su Transformers ancora senza titolo.
Nell'ottobre 2020, eOne ha assunto il ruolo di produttore e distributore di contenuti basati sulle proprietà di Hasbro, assorbendo Allspark.
All'inizio del terzo quadrimestre del 2021 Hasbro completa la vendita della divisione Entertainment One Music a Blackstone Group per 385 milioni di dollari.
Il 3 agosto 2023, Hasbro annuncia ufficialmente di aver venduto la società alla casa di produzione Lionsgate per 500 milioni di dollari. Dopo la vendita, ad Hasbro rimane soltanto la divisione Family Brands, che gestisce franchise come Peppa Pig e PJ Masks - Superpigiamini.

## Divisioni

### Film
La divisione eOne film era inizialmente coinvolta principalmente nell'acquisizione di film per la distribuzione internazionale, ma da allora ha spostato le proprie risorse verso la produzione e il finanziamento dei propri film.

### Televisione
eOne Television (precedentemente Barna-Alper Productions) è una società di produzione televisiva fondata nel 1980 e con sede a Toronto, Ontario.

### Family & Brands
La divisione Family & Brands di eOne si occupa principalmente di proprietà intellettuale orientata alla famiglia, inclusi sviluppo, distribuzione, licenze e marketing.

### Virtual Reality
Dopo aver effettuato un investimento nella società nel 2014, eOne ha acquisito l'agenzia interattiva Secret Location con sede a Toronto nel 2016, specializzata in esperienze di realtà virtuale e aumentata. Nel 2015, Secret Location ha vinto un Primetime Creative Arts Emmy Award in "Outstanding User Experience and Visual Design" per un legame con la serie drammatica Sleepy Hollow.

## Controllate
- eOne Family & Brands
  - Astley Baker Davies
  - Secret Location
  - Mark Gordon Company
  - AutoMatik[17]
- eOne Films
  - Amblin Partners (joint venture)
    - DreamWorks Pictures
    - Amblin Entertainment
    - Amblin Television

  - Makeready
  - Momentum Pictures
  - Les Films Séville
  - Séville International[18]
  - Sierra/Affinity
- eOne Television
  - Daisybeck Studios[19]
  - Whizz Kid Entertainment[20]
  - Blackfin[21]
  - Renegade83[22]
- Allspark (Assorbita)
  - Allspark Pictures
  - Allspark Animation
  - Cake Mix Studio